# Вотяков, Юрий Григорьевич
Юрий Григорьевич Вотяков (род. 2 февраля 1950) — украинский актёр театра и кино. Заслуженный артист Украины (1999), Народный артист Украины (2007).

## Биография
Родился 2 февраля 1950 года в Алма-Ате. Закончил актёрское отделение театрального факультета Государственной консерватории у Народного артиста СССР Е. Я. Диордиева.
После учёбы был направлен в Государственный академический театр для детей и юношества им. Н.Сац.
С 1979 по 1980 год играл в Алма-атинском русском академическом театре драмы им. М. Ю. Лермонтова.
С 1980 год по 2002 год Одесском русском драматическом театре им. А. Иванова
С 1991 по 1996 год участвовал в программе Джентльмен-шоу.

## Творчество

### Роли в театре
- «Квадратура круга» В.П. Катаева — Васька.
- «Кошка, которая гуляла сама по себе» Р. Киплинга — Конь.
- «Зерно риса» — Энрико
- «Утиная охота» А. Вампилова — официант Дима.
- «Тоот, другие и майор» — ассенизатор, элегантный майор.
- «Синие кони на красной траве» М. Шатрова — Саша Долгов
- «Фауст» Гёте — Мефистофель

### Фильмография
- 1979 — Кровь и пот — офицер белой армии
- 1982 — Бой на перекрёстке — шофёр
- 1982 — Женские радости и печали — матрос
- 1982 — Инспектор Лосев — Сенечка
- 1983 — Трест, который лопнул — одноглазый грабитель, санитар, ковбой в баре, помощник капитана
- 1987 — Даниил — князь Галицкий — князь Андрей Суздальский
- 1987 — Сабля без ножен — вертолётчик
- 1988 — Хлеб — имя существительное — Иван Полетаев
- 1988 — Альтернатива
- 1989 — В знак протеста — представитель МИДа
- 1990 — Овраги — Лукьян Карнаев
- 1990 — Час оборотня — любовник
- 1991 — Джокер — поручик
- 1991 — Женщина: вариант судьбы — муж писательницы
- 1991 — И чёрт с нами!
- 1991 — Не стреляйте в меня, пожалуйста! — главарь банды
- 1992 — Воздушные пираты — лётчик
- 1992 — Мушкетёры двадцать лет спустя — поставщик голубиной почты
- 1993 — Секретный эшелон — офицер НКВД
- 1993 — Сам я — Вятский уроженец
- 1995 — Партитура на могильном камне
- 1996 — Ермак — солдат
- 2001 — На поле крови — слуга Сендриона
- 2002 — Дружная семейка — репетитор, терминатор, человек который боялся мух
- 2003 — Нелегал
- 2004 — Шпионские игры — водитель лимузина
- 2007 — Ликвидация — офицер
- 2009 — Барби и парикмахер — бездомный
- 2009 — Бой без правил — тренер
- 2024 — Плевако — купец / священник